# Paskov
Paskov (deutsch Paskau, älter auch Passkau) ist eine Stadt in Tschechien. Sie liegt zwölf Kilometer südlich des Stadtzentrums von Ostrava und gehört zum Okres Frýdek-Místek.

## Geographie
Paskov erstreckt sich beiderseits des Flusses Olešná in den nördlichen Ausläufern des Beskidenvorlandes. Östlich des Dorfes fließt die Ostravice. Im Süden liegen die Schacht- und Aufbereitungsanlagen der stillgelegten Steinkohlengrube „Staříč“, nördlich das Gelände der gleichfalls eingestellten Zeche Paskov. Am westlichen Ortsrand verläuft die Staatsstraße 56 von Ostrava nach Frýdek-Místek. Paskov liegt an der Eisenbahnverbindung von Ostrava nach Kojetín, der Bahnhof befindet sich rechtsseitig der Ostravice auf den Fluren von Řepiště. Von Vratimov führen Anschlussbahnen zu den Grubengeländen Staříč und Paskov.
Nachbarorte sind Hrabová und Vratimov im Norden, Rakovec und Václavovice und Nordosten, Řepiště und Vinohrady im Osten, Lískovec im Südosten, Žabeň und Malá Ves im Süden, Brušperk im Südwesten, Oprechtice im Westen sowie Mitrovice und Nová Bělá im Nordwesten.

## Geschichte
Paskov wurde wahrscheinlich zum Anfang des 13. Jahrhunderts im Zuge der Kolonisation des Gebietes nach der Errichtung der Burg Hochwald durch den fränkischen Ritter Arnold von Hückeswagen († 1240) gegründet. Wahrscheinlich um 1230 erwarb Konrad von Plaveč das Gebiet von Krmelín, Stará Ves nad Ondřejnicí, Paskov, Hrabová und Žabeň vom Grafen Hückeswagen. Dessen Witwe verkaufte den Besitz um 1256 an das Bistum Olmütz. Die erste urkundliche Erwähnung des Dorfes stammt aus dem Jahre 1267, als zu Zeiten des Bischofs Bruno von Schauenburg das Geschlecht von Bludovec mit Paskov belehnt war.
Paskau war zu dieser Zeit ein mährisches Grenzdorf zum polnischen Herzogtum Teschen. Nach der Gründung der Stadt Braunsberg wurde Paskov nach 1269 deren Gerichtsbarkeit unterstellt. Im Jahre 1300 belehnte Bischof Theoderich von Neuhaus den Johann Stange im Zuge eines Tauschgeschäftes gegen dessen Güter in Liebenthal mit Paskov einschließlich Hrabová und Hrabůvka. Nach dem Erlöschen des Geschlechts der Stange erhielt 1388 der Ritter Markwart von Wolfsberg das Lehn Paskau.

### Herrschaften
Zwischen 1437 und 1447 folgte nach den Wolfsbergern Nicolaus von Walzenberg. 1484 wurde erstmals die Feste erwähnt. 1518 gelangten die Paskauer Güter an Johann von Zerotein aus der Straßnitzer Linie, den seine Witwe Anna Sedlnitzky von Choltitz beerbte. Nach ihr folgte 1525 Ladislav von Kadaň. Dieser verstarb 1530 und das Lehn Paskov ging an seinen Gläubiger Jan von Doubravka über.
Seit 1534 ist die Pfarrkirche nachweisbar. Von Doubravka erwarb 1538 Johann von Pernstein im Zuge eines Tausches gegen das bei Vyškov gelegene Städtchen Dědice sowie die Dörfer Opatovice, Rychtářov, Lhota und Raclavice. Pernstein erreichte beim Bischof Stanislaus Thurzo die Herauslösung von Paskau aus dem Lehnverhältnis zum Bistum und die Eintragung der Herrschaft als Allodialgut in der Landtafel.
Gleichzeitig erhob er Paskau zum Städtchen. Neben dem Städtchen bestand noch das Dorf Paskau. 1548 verkaufte Pernstein die Herrschaft Paskau an den schlesischen Adligen Jan Czelo von Czechowitz. Von dessen Sohn kaufte 1578 der ungarische Humanist und frühere Bischof von Fünfkirchen, Andreas Dudith (Ondřej Dudič z Horehovic) die Herrschaft Paskau einschließlich der Feste und des Städtchens Paskov und der Dörfer Hrabová, Hrabůvka, Paskov, Krmelín, Nová Bělá und Žabeň für 21.000 Gulden. Dudith zog bereits im darauf folgenden Jahr mit seiner Familie nach Breslau und verkaufte Paskau an Ctibor Syrakovský von Pěrkov auf Altendorf. Die Syrakovský hielten Paskov bis 1622, danach erwarb Christoph Zendler von Hof die Herrschaft. Dessen Güter wurde kurz darauf wegen seiner Verbindungen zu den Aufständischen konfisziert und an 1624 Wenzel Graf von Würben und Freudenthal verkauft.
Von dessen Nachkommen erwarb 1690 Friedrich von Oppersdorff die Herrschaft Paskau. Dessen Sohn Franz Josef gründete 1699 das Dorf Oppersdorf. Das Geschlecht saß bis 1717 auf Paskau. Nach mehreren Besitzerwechseln kaufte 1779 Josef Graf Mitrovský von Nemyšl die Herrschaft. Anton Friedrich Mitrovský verkaufte Paskau 1809 an Philipp Ludwig Saint-Genois d’Aneaucourt (1790–1857).

### Industrialisierung
1820 erfolgten im Beskidenvorland südlich des Ostrauer Beckens die ersten Versuche auf Steinkohle. Nach der Aufhebung der Patrimonialherrschaften bestanden ab 1850 Paskau Dorf (Paskov Ves) und Paskau Markt (Paskov Městys) und Oppersdorf als selbstständige Gemeinden im Bezirk Mistek. In den 1870er Jahren vereinigten sich Paskau Markt und Dorf zu einer Gemeinde. 1881 verkauften die Saint-Genois das Schloss und die Güter in Paskau an Gunther zu Stolberg-Stolberg. 1890 lebten in dem Marktflecken 1.733 Menschen. Paskov bestand im Jahre 1900 aus 225 Häusern und hatte 1999 Einwohner. Zwischen 1899 und 1903 erfolgten durch den französischen Ingenieur Chanove Untersuchungen der Steinkohlenlagerstätten. Er erkannte die Vorkommen von Staříč und Paskov als von hoher Qualität. Im Jahre 1904 entstand der tschechische Name Oprechtice für Oppersdorf.
1914 stellte die herrschaftliche Brauerei den Betrieb ein. Im Zuge der Bodenreform erfolgte 1926 eine Aufteilung in die Güter Paskov und Žabeň, sowie die Brennerei, das Kraftwerk, den Forst und das Schloss. Nach dem Zweiten Weltkrieg wurde der letzte Besitzer des Schlosses, Otto zu Stolberg-Stolberg, enteignet und im Schloss ein Krankenhaus eingerichtet. Zwischen 1949 und 1954 wurde die Steinkohlenlagerstätte erneut untersucht. Nach einem Beschluss der Regierung von 1959 wurde die Steinkohlengrube Paskov gegründet. Die Abteufung begann 1961 und 1966 waren die Versuchsarbeiten abgeschlossen und die Kohleförderung lief an.
Seit 1961 gehört die Gemeinde Paskov zum Okres Frýdek-Místek. 1980 wurde Oprechtice als Paskov 3-Oprechtice eingemeindet. Seit 3. Februar 2011 ist Paskov wieder eine Stadt.

## Wirtschaft
Größtes Unternehmen im Ort ist die zur Lenzing-Gruppe gehörende Biocel Paskov a.s. Daneben betreibt die Mayr-Melnhof-Gruppe ein Großsägewerk.

## Gemeindegliederung
Die Stadt Paskov besteht aus den Ortsteilen Oprechtice (Oppersdorf) und Paskov (Paskau).

## Sehenswürdigkeiten

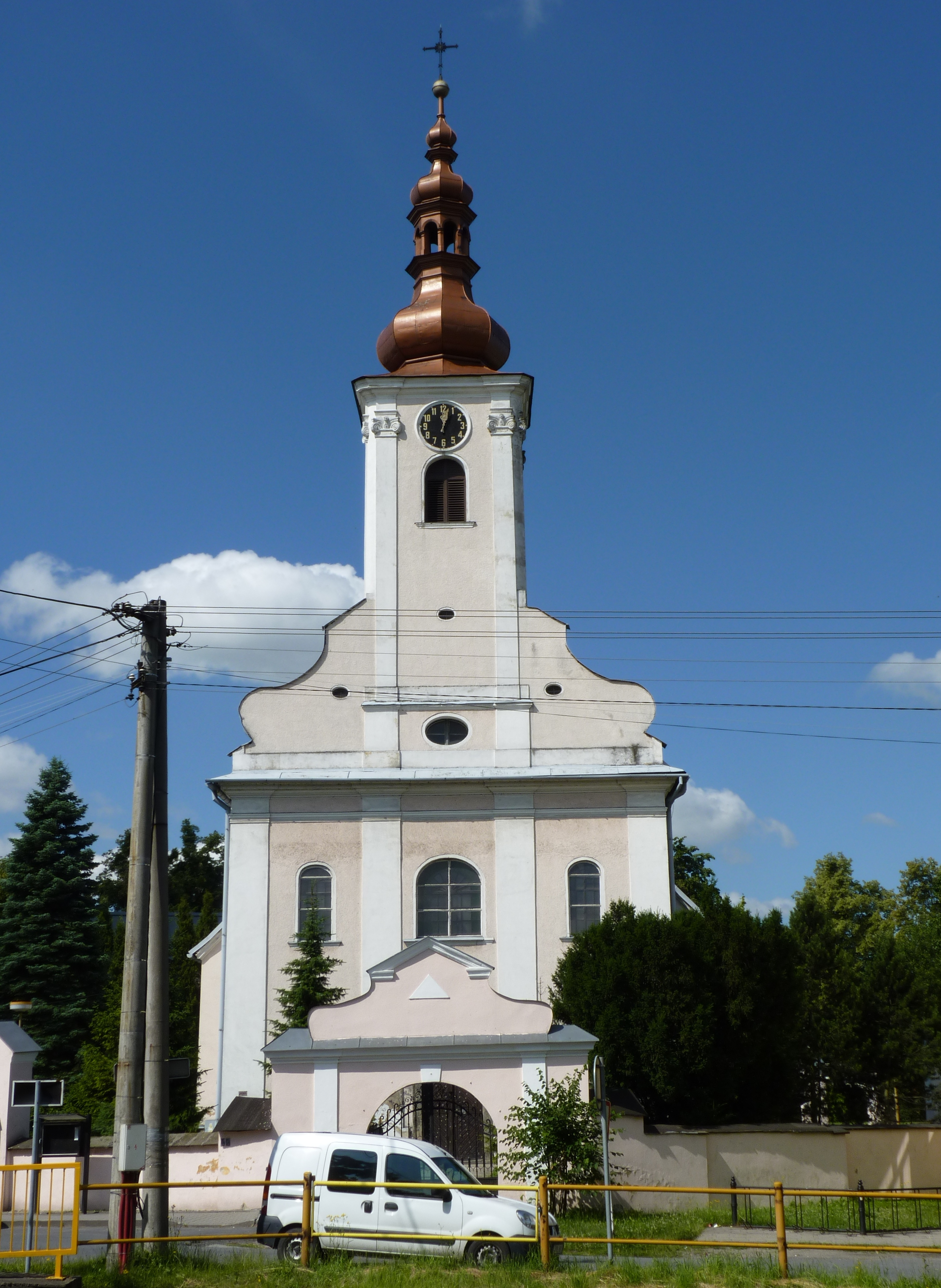
Kirche

- Schloss Paskov, errichtet 1640–1646 als Barockbau unter Wenzel von Würben anstelle der alten Feste, nach dem Brand von 1869 erhielt das Schloss seine heutige vierflügelige neoklassizistische Gestalt. Nach dem Zweiten Weltkrieg wurde im Schloss ein Krankenhaus eingerichtet und die Bausubstanz stark beschädigt.
- Statue des Hl. Florian, auf dem Markt, errichtet 1780
- Kirche des Hl. Laurentius, erbaut 1740–1746 unter Samuel Franz Freiherr von Rebentisch anstelle eines hölzernen Vorgängerbaus
- Gedenktafel für Edmund Reitter

## Persönlichkeiten
- Zdeněk Koubek (1913–1986), Leichtathletin